# Sabin van Bulgarije
Sabin of Savin was van ca. 765 tot 766 kan van Bulgarije en behoorde tot de Vokil-dynastie. Hij was door huwelijk verwant met Kormisosj, die ofwel zijn schoonvader of zijn zwager was.

## Context
Sabin was een van de vier kans van Bulgarije tussen 765 en 768. Onder de Bulgaarse adel bestonden twee strekkingen, een groep die voor de verderzetting van de Byzantijns-Bulgaarse oorlogen was en een groep die koos voor vrede. De kan die voor vrede koos moest meestal het onderspit delven. Zo ook Sabin, die uiteindelijk naar het Byzantijnse hof vluchtte en daar asiel kreeg.